# Massacre de Mapiripán
Le massacre de Mapiripán a été un massacre de civils qui a lieu dans la municipalité de Mapiripán dans le département du Meta en Colombie. Il a été perpétré du 15 au 20 juillet 1997 par les Autodéfenses unies de Colombie (AUC), un groupe paramilitaire, avec la complicité des responsables des forces armées dans la région qui ont assassiné environ 49 personnes durant ces journées,.
Le groupe paramilitaire composé d'une centaine d'hommes a atterri le 12 juillet sur l'aérodrome de San José del Guaviare, en provenance de deux terrains gérés par l'armée à Necoclí et Apartadó dans l'Urabá (Antioquia). Ils sont accueillis à leur arrivée par les forces armées à san José del Guaviare, ces dernières facilitant leur déplacement jusqu'à la localité reculée de Mapiripán, et reçoivent au cours de ce déplacement le renfort d'autres paramilitaires provenant du Meta et du Casanare arrivés par voie terrestre et fluviale. Le 15 juillet, ces hommes en armes vêtus d'uniformes de l'armée prennent le contrôle de Mapiripán, où ils isolent 27 personnes supposées collaboratrices de la guérilla qui sont torturées, massacrées et démembrées. Les paramilitaires occupent la localité jusqu'au 20 juillet et continuent de massacrer et de démembrer un total d'environ 49 personnes, qui sont démembrées, éviscérées et dont les restes sont jetés dans le río Guaviare. Après ce massacre, plus de 500 personnes ont dû fuir cette localité pour se réfugier dans d'autres régions du pays. En 2009, les responsables militaires de la zone à l'époque, le général Jaime Humberto Uscategui et le colonel Hernando Orozco sont condamnés à 40 ans de prison comme co-auteurs du crime par omission.